# Memorias de un soldado
Memorias de un soldado es una película venezolana estrenada en el año 2012, la primera que dirigió Caupolicán Ovalles. La película se centra en la vida del luchador por la independencia latinoamericana Braulio Fernández, y de su amor por Lucía, una joven y hermosa espía patriota. Fue ganadora de tres premios en el Festival de Cine Venezolano 2012.

## Estreno
La película se estrenó el 11 de mayo de 2012 en el Centro de Arte de Maracaibo Lía Bermúdez, con la presencia del director Caupolicán Ovalles y la protagonista Marisa Román; en ese evento no se cobró la entrada. Después se estrenó a nivel nacional el 18 de mayo.
Memorias de un soldado fue una de las películas que fueron seleccionadas para ser parte de la sección "Spectrum" dentro del Festival Internacional de Cine de Shanghái, la cual se llevó a cabo del 16 al 24 de junio de 2012 (este evento no tenía intenciones competitivas). Después, la película fue estrenada en Pekín el 27 de junio con la presencia del director Caupolicán Ovalles, y los protagonistas Erich Wildpret y Marisa Román.

## Reparto
- Erich Wildpred
- Marisa Román
- Amanda Key
- Luciano D' Alessandro
- Gustavo Camacho
- Asdrubal Meléndez
- Samuel González
- Lance Dos Ramos
- Dimas González
- Alberto Alifa
- Alejandro Palacios
- Javier Paredes
- Armando Gota
- Antonio Cuevas
- César Saffont
- Javier Vidal
- Karl Hoffman
- Arlette Torres

## Premios
| Premio                           | Categoría                     | Resultado | Nominado        | Fuente |
| -------------------------------- | ----------------------------- | --------- | --------------- | ------ |
| Festival de Cine Venezolano 2012 | Mejor Dirección de Fotografía | Ganador   | Vitelbo Vásquez | [ 5 ]  |
| Festival de Cine Venezolano 2012 | Mejor Montaje                 | Ganador   | Sergio Curiel   | [ 5 ]  |
| Festival de Cine Venezolano 2012 | Mejor Sonido                  | Ganador   | Carlos Bolívar  | [ 5 ]  |